# Neuilly (Nièvre)
Neuilly település Franciaországban, Nièvre megyében. Lakosainak száma 109 fő (2022. január 1.). Neuilly Brinon-sur-Beuvron, Saint-Révérien, Bussy-la-Pesle, Champallement, Guipy és Beaulieu községekkel határos.

## Népesség
A település népességének változása:
| Lakosok száma | 124  | 125  | 123  | 118  | 114  | 113  | 111  | 110  | 109  |
|               | 2013 | 2015 | 2016 | 2017 | 2018 | 2019 | 2020 | 2021 | 2022 |